# Agua Espina
Agua Espina är en ort i Mexiko.   Den ligger i kommunen Chiquihuitlán de Benito Juárez och delstaten Oaxaca, i den sydöstra delen av landet, 300 km sydost om huvudstaden Mexico City. Agua Espina ligger 1 164 meter över havet och antalet invånare är 104.
Terrängen runt Agua Espina är huvudsakligen bergig, men åt sydost är den kuperad. Runt Agua Espina är det ganska glesbefolkat, med 38 invånare per kvadratkilometer. Närmaste större samhälle är Huautla de Jiménez, 19,6 km nordväst om Agua Espina. I omgivningarna runt Agua Espina växer i huvudsak städsegrön lövskog.